# 黃敬群
黃敬群（Jserv、宅色夫），台灣自由軟體開發者，為Android、新酷音輸入法、LXDE的原始碼貢獻者之一。曾任職台達電子、聯發科技、晶心科技 等公司，現任教於成功大學資訊工程學系。
參與開發過功能手機、數位電視、智慧型手機、行車導航裝置、中央處理器和繪圖處理器所需的系統軟體。
黃敬群曾多次於COSCUP、FOSDEM等國內外科技研討會發表演說，內容多與作業系統開發相關。

## 被邀請演講
- 那些感動我的事 | Jim Huang 黃敬群 | TEDxTainan （页面存档备份，存于）
- 學習新道路，動手做就對了：黃敬群 | Jim Huang | TEDxNTHU （页面存档备份，存于）
- SITCON 2013 作個永遠的大學生：終生學習經驗談 - Jim Huang (jserv) （页面存档备份，存于）
- SITCON 2022 返校十年：投身資訊教育經驗談 - Jim Huang (jserv)（页面存档备份，存于）

## 外部連結
- 黃敬群的GitHub頁面 （页面存档备份，存于）
- jserv 的課程資訊 （页面存档备份，存于）
- jserv 教學 YouTube 頻道 （页面存档备份，存于）